# Formule Claeys
La formule Claeys , aussi appelée grille Claeys, est utilisée en Belgique par les praticiens du droit social pour évaluer le préavis à respecter en cas de licenciement d'un employé. Cette formule s'appuie sur une analyse statistique de la jurisprudence et prend en compte trois variables : l'ancienneté, l'âge et la rémunération. 
En 2008, la formule Claeys a été partiellement remodelée sur base d’une analyse de 2 591 décisions prononcées entre mi-2003 et mi-2007. Elle se présente comme suit :
(0,87 x Ancienneté) + (0,055 x Age) + (0,038 x Rémunération x index 2007/index du mois du licenciement) - 1,95
Il apparaît également, sur base de l'analyse de la jurisprudence, que pour les rémunérations égales ou supérieures à 120 000 € par an, une formule où le facteur rémunération a moins de poids doit être utilisée :
(0,87 x Ancienneté) + (0,055 x Age) + (0,029 x Rémunération x index 2007/index du mois du licenciement) – 1,45
Ce mode de calcul a été réformé en 2011, dans le cadre de la réforme du Licenciement en Belgique.